# Водоворот (фильм, 1927)
«Водоворот» — советский фильм 1927 года режиссёра Павла Петрова-Бытова.
Премьера фильма состоялась 25 декабря 1927 года. Другое название — «Страда». Фильм считается утраченным.

## Сюжет
Демобилизованный красноармеец Степан Горбушин возвратился в родное село. За время отсутствия его хозяйство пришло в запустение. Степан нанимается работать на мельницу местного кулака Морозова. 
Степан влюбляется в дочь мельника Любашу, она отвечает взаимностью. Однако Морозов противится браку дочери с бедняком. Он хочет выдать дочь за председателя сельсовета.
Степан предлагает построить общественную мельницу. Понимая, что постройка общественной мельницы подорвёт его экономическое господство в селе, Морозов решается убить Степана. В результате покушения Степан срывается с лесов строящейся мельницы в водоворот. Однако ему удаётся спастись.
Морозов и председатель сельсовета подбрасывают Степану оружие и обвиняют его в бандитизме. Любаша разоблачает отца. Тот умирает. Милиция арестовывает председателя сельсовета.

## В ролях
- Фёдор Михайлов — Степан Горбушин
- Татьяна Гурецкая — Любаша
- Николай Шарап — мельник Морозов, её отец
- Сергей Ланговой — Иванков, председатель сельсовета
- Шура Савельев — Митя, брат Любаши
- Иван Неволин — Михеич

## Съёмочная группа
- Режиссёр: Павел Петров-Бытов
- Сценаристы: Ольга Вишневская и Павел Петров-Бытов
- Оператор: Леопольд Вериго-Даровский
- Художник: Борис Альмендинген

## Критика
Пресса того времени писала о «Водовороте» как о «картине большого значения». Теоретик кино Адриан Пиотровский в журнале «Жизнь искусства» (1929) назвал картину «подлинно сильной и жизненно простой вещью» и утверждал:  «Мы имеем  слишком мало „Водоворотов“, то есть хороших, простых фильмов, сейчас же, непосредственно нужных крестьянству и широчайшим массам рабочих».
Критик и сценарист Михаил Блейман высоко оценивал фильм: «Картина была не только грамотной, не только темпераментной, но и зоркой. Это был попросту выдающийся фильм о процессах, происходивших в советской деревне».
Киновед Ирина Гращенкова так оценивала фильм: «Фильм получился весёлый, бодрый, оптимистический. Герои не социальные маски классовых врагов и союзников, а живые убедительные люди». Она назвала «Водоворот» одним из лучших фильмов о деревне 20-х годов.